# Leimentalrundfahrt
Die Leimentalrundfahrt war ein Schweizer Wettbewerb im Strassenradsport, der als Eintagesrennen ausgetragen wurde.

## Geschichte
1973 wurde das Rennen begründet, es fand bis 2000 statt. Das Rennen hatte 24 Ausgaben und war für Amateure und Berufsfahrer offen. Die Leimantalrundfahrt wurde als Eintagesrennen in der Gegend der Gemeinde Oberwil BL im Kanton Basel-Landschaft veranstaltet. Zuletzt war das Rennen in der Kategorie 1.5. des Rennkalenders der Union Cycliste Internationale (UCI) eingestuft.

## Palmarès
- 1973  Georges Pintens
- 1974  Fernand Julien
- 1975  Roland Salm
- 1976 nicht ausgetragen
- 1977  Bruno Wolfer
- 1978  Gilbert Glaus
- 1979  Stefan Mutter
- 1980  Josef Wehrli
- 1981  Guido Frei
- 1982  Stefan Mutter
- 1983  Daniel Gisiger
- 1984  Stefan Mutter
- 1985  nicht ausgetragen
- 1986  Heinz Imboden
- 1987  Daniel Gisiger
- 1988  Daniel Steiger
- 1989  Severin Kurmann
- 1990  Gilbert Glaus
- 1991  Franz Hotz
- 1993  Bruno Risi
- 1994  Bruno Risi
- 1995  Bruno Risi
- 1996 (1)  Pierre Bourquenoud
- 1996 (2)  Miloslav Kejval
- 1997  Roland Müller
- 1998 nicht ausgetragen
- 1999  Jan Østergaard
- 2000  Christian Eminger